# Hadena syagenesiae
Hadena syagenesiae är en fjärilsart som beskrevs av Scriba 1793. Hadena syagenesiae ingår i släktet Hadena och familjen nattflyn. Inga underarter finns listade i Catalogue of Life.